# Discocalyx latepetiolata
Discocalyx latepetiolata är en viveväxtart som först beskrevs av Carl Christian Mez, och fick sitt nu gällande namn av Herman Otto Sleumer. Discocalyx latepetiolata ingår i släktet Discocalyx och familjen viveväxter. Inga underarter finns listade i Catalogue of Life.